# Robert Kemm
Robert Kemm (Salisbury, 1837-Londres, 1895) fue un pintor inglés romántico. Al igual que hicieron otros artistas de su país como John Phillip, Edwin Long o John Bagnold Burgess, viajó a España hacia 1861 y recorrió especialmente Andalucía, buscando inspiración en paisajes y escenas costumbristas como El bautizo, con la salida de la iglesia de majas y toreros, o el Galanteo en la fuente, ambas conservadas en el Museo del Romanticismo. Plasmó sobre el lienzo deliciosas figuras de toreros, bandoleros, mendigos, guitarristas y diferentes personajes populares. Muchas de sus obras reflejan el ambiente de la ciudad de Sevilla, como la titulada The Spanish fruit seller (La vendedora española de fruta) en la que se representa una vendedora y al fondo puede distinguirse La Giralda (campanario de la Catedral de Sevilla).